# Kroatiens ytterpunkter
Kroatiens ytterpunkter är de geografiska platser i Kroatien som ligger längst norrut, söderut, österut och västerut samt på högst altitud och lägsta plats över havet:

## Latitud och longitud
Nordligaste punkt:
- Žabnik,[1] ett samhälle i kommunen Sveti Martin na Muri som ligger i Međimurjes län. Koordinater:  46°33′N 16°22′Ö / 46.550°N 16.367°Ö

Sydligaste punkt:
- Galijula,[1] en holme i Palagruža-ögruppen i Adriatiska havet som tillhör staden Komiža i Split-Dalmatiens län. Koordinater: 42°23′N 16°21′Ö / 42.383°N 16.350°Ö

- På fastlandet är Oštro-udden (Rt Oštro)[1] på Prevlaka-halvön i Konavles kommun i Dubrovnik-Neretvas län landets sydligaste ytterpunkt. Koordinater:  42°24′N 18°32′Ö / 42.400°N 18.533°Ö

Östligaste punkt:
- Rađevac,[1] en del av staden Ilok i Vukovar-Srijems län. Koordinater: 45°12′N 19°27′Ö / 45.200°N 19.450°Ö

Västligaste punkt:
- Lako-udden (Rt Lako)[1] i Bašanija som administrativt tillhör Umag i Istriens län. Koordinater: 45°29′N 13°30′Ö / 45.483°N 13.500°Ö

## Altitud och lägsta punkt
- Högsta punkt: bergstoppen Dinara, 1 883 meter över havet[1]
- Lägsta punkt: Adriatiska havet, 0 m